# Heterostrophus
Heterostrophus är ett utdött släkte av förhistoriska benfiskar som levde under mellersta jura - yngre jura (callovian - äldre tithonian) 